# Vstiš
Vstiš (en allemand : Stich) est une commune du district de Plzeň-Sud, dans la région de Plzeň, en République tchèque. Sa population s'élevait à 553 habitants en 2022.

## Géographie
Vstiš se trouve à 4 km à l'ouest-sud-ouest du centre de Dobřany, à 14 km au sud-ouest de Plzeň et à 98 km à l'ouest-sud-ouest de Prague.
La commune est limitée par Dobřany au nord et à l'est, par Dnešice au sud, et par Chotěšov à l'ouest.

## Histoire
La première mention écrite de la localité date de 1243.

## Transports
Par la route, Vrčeň se trouve à 4 km de Dobřany, à 19 km de Plzeň et à 108 km de Prague.